# Tracy Pollan
Tracy Jo Pollan (ur. 22 czerwca 1960 na Long Island) – amerykańska aktorka telewizyjna, teatralna i filmowa. 

## Życiorys
Urodziła się na Long Island w stanie Nowy Jork w rodzinie Żydów pochodzących z Rosji, jako córka Corinne Elaine „Corky” (z domu Staller), redaktorki magazynu, i Stephena Michaela Pollana, konsultanta finansowego i pisarza. Wychowywała się w Woodbury w wierze mojżeszowej. Uczęszczała do Syosset High School, a później ukończyła Dalton School na Manhattanie w Nowym Jorku. Studiowała aktorstwo w Herbert Berghof Studio, a później w Lee Strasberg Institute. 
W latach 1980–1981 grała na deskach nowojorskiego Cherry Lane Theatre w spektaklu Album jako Peggy. Po raz pierwszy wystąpiła na szklanym ekranie w telewizyjnej komedii romantycznej ABC For Lovers Only (1982). Wkrótce zadebiutowała na dużym ekranie w komedii romantycznej Johna Saylesa Baby, to jesteś ty (Baby, It's You, 1983). Zyskała sympatię telewidzów jako Ellen Reed w sitcomie NBC Więzy rodzinne (Family Ties, 1985–1987). 
Za rolę Harper Anderson w dwóch odcinkach serialu NBC Prawo i porządek: sekcja specjalna (Law & Order: Special Victims Unit, 2000) była nominowana do Primetime Emmy Award w kategorii wybitny gościnny występ aktorki – serial dramatyczny. Zagrała główną rolę detektywa Lindsay Boxer w telewizyjnej adaptacji powieści Jamesa Pattersona Ty umrzesz pierwszy (1st to Die, 2003) na NBC.

## Życie prywatne
W latach 1979–1987 spotykała się z aktorem Kevinem Baconem. 16 lipca 1988 wyszła za aktora Michaela J. Foxa, z którym ma syna Sama Michaela (ur. 30 maja 1989), bliźniaczki Schuyler Frances i Aquinnah Kathleen (ur. 15 lutego 1996) i córkę Esmé Annabelle (ur. 3 listopada 2001).

## Wybrana filmografia
- 1983: Pechowy trop (Trackdown: Finding the Goodbar Killer, TV) jako Eileen Grafton
- 1983: Baby, to jesteś ty (Baby, It's You) jako Leslie
- 1987: W pogoni za szczęściem (Promised Land) jako Mary Daley
- 1988: Jasne światła, wielkie miasto (Bright Lights, Big City) jako Vicky Allagash
- 1992: Obcy wśród nas (A Stranger Among Us) jako Mara
- 1997–1998: Spin City jako Renee Miller
- 2000: Prawo i porządek: sekcja specjalna (Law & Order: Special Victims Unit) jako Harper Anderson
- 2010: Prawo i porządek: Zbrodniczy zamiar jako Patricia Caruso
- 2013: The Michael J. Fox Show jako Kelly